# كيري مانلي
كيري مانلي (بالإنجليزية: Kerrie Manley)‏ هي لاعبة كرة قدم بريطانية، ولدت في 15 يناير 1982 في شروزبري في المملكة المتحدة. شاركت مع منتخب ويلز لكرة القدم للسيدات. أما مع النوادي، فقد لعبت مع Bristol City W.F.C. ‏.

## وصلات خارجية
- كيري مانلي على موقع الاتحاد الأوربي (الإنجليزية)